# Трифуноски, Йован
Йован Трифуноски (серб. Јован Трифуноски/Jovan Trifunoski Вруток, 23 сентября 1914 — Белград, 2002) — сербский географ и антрополог.

## Биография
Трифуноски родился в 1914 году в селе Вруток (ныне территория Б.Ю. Республики Македонии) в районе Гостивара в крестьянской семье. Окончил начальную школу в родном селе, а затем среднюю школу в Скопье и Тетово. Поступил на факультет философии в университет Скопье в 1935 году окончил с отличием ("cum laude") в 1939 году. Затем пошел служить в армию, в это время работал в Военно-географическом институте в Белграде. Дослужился до звания лейтенанта. С ноября 1940 по март 1941 года работал ассистентом профессора в Институте географии философского факультета в Скопье. В 1941 году принимал участие в военных действиях, остальные оккупации провел в Белграде — с 1941 по 1945 год был доцентом Белградского Института географии.
В 1946 году был переведен обратно на философский факультет в Скопье. Получил докторскую степень в 1950 году и через два года стал преподавателем университета. Работал профессором в Белграде и Скопье.
Трифуноски всю жизнь работал над антропогеографическими исследованиями. Он опубликовал ряд книг и статей на эту тему в самых видных югославских научных изданиях, таких как Srpski etnografski zbornik, Glasnik SANU  и др.
Он часто публично заявлял, что он серб и в то же время подвергал критике давление на сербов в Македонии и требования сменить свою этническую принадлежность. Он подытожил свои взгляды в книге «Македонизация Южной Сербии» (1997).
Умер в 2002 году в Белграде.

## Отдельные работы
- Кумановско-прешевска Црана Гора, Београд 1951.
- Кумановска област, Скопје 1974.
- Кривопаланачка област
- Сеоска насеља Скопске котлине, Скопје 1974.
- Сеоска насеља Скопског поља
- Скопска Црна Гора
- Скопски Дервен
- Поречието на Кадина река
- Слив Маркове реке
- Полог
- Охридско-струшка област
- Битољско-прилепска котлина
- Кочанска котлина
- Струмички крај
- Овчепољска котлина
- Кичевска котлина
- Врањска котлина
- Грделичка клисура
- Качаничка клисура
- Горња Пчиња
- Македонска градска насеља
- Албанско становништво у Ср Македонији
- Турско становништво у Ср Македонији
- О пореклу становништва у Струмичкој котлини
- Македонизирање јужне Србије